# 29737 Norihiro
29737 Norihiro (1999 BG7) là một tiểu hành tinh vành đai chính được phát hiện ngày 21 tháng 1 năm 1999, bởi A. Nakamura ở Kuma Kogen.